# Final Fantasy IX
Final Fantasy IX (japonsky ファイナルファンタジーIX, Fainaru Fantadží Najn) je RPG videohra ze série Final Fantasy, kterou vytvořil Hironobu Sakaguči. Hra byla naprogramována a vydána studiem Square. Hlavním konceptem tohoto dílu série byl především návrat ke kořenům a žánru fantasy, neboť předchozí dva díly byly až moc ve stylu sci-fi.

## Popis hry
Tato videohra je jednou z posledních, jež byla vyrobena pro platformu PlayStation. Tomu odpovídá i grafické ztvárnění, které umožňuje vykreslit nádhernou předrenderovanou pohádkovou scenérii, ale v ne příliš vysokém rozlišení. Prostředí dané lokace je tudíž většinou statické nebo se obraz jen otáčí. Přes toto pozadí jsou vykresleny objekty, s nimiž může hráč interagovat, a herní postavy. Může se tedy stát, že při některých nastaveních grafiky jsou postavy a efekty vykresleny v mnohem vyšším rozlišení a kvalitě než zbytek hry. Všechny postavy a pohyblivé objekty se chovají jako sprajti ve starých 2D hrách, ale zde jsou trojrozměrnými modely.
Hráč má k dispozici malou skupinu hrdinů, s níž prozkoumává celý svět Gaia, pojmenovaný po matce přírodě. Pohybuje se po něm v několika rovinách: První je na mapě dobrodružství, kdy cestuje přes kontinent nebo přes moře a překonává ohromné vzdálenosti. Ve druhé prozkoumává hrady, města a jiná místa, ve třetí prozkoumává podzemní kobky, jeskyně a podivné obrovské stromy. A ve čtvrté rovině prozkoumává záhadné objekty a prostory mimo svět Gaia. Při svém putování musí skupina bojovat při náhodně generovaných bitvách na mapě světa nebo prozkoumávání objektů s mnoha monstry. V této skupině však mohou být nanejvýš čtyři členové celé party. Putování je proloženo pohádkovým příběhem, který se později vyvine v krvavou válku a nakonec v boj o zachování samotného světa s vyššími silami.
Souboje jsou vedeny systémem Active Time Battle. Víceméně se jednotlivé postavy a nepřátelé střídají v tazích. Hráč má možnost dávat svým postavám pokyny v reálném čase, nebo využít systém, kdy se čas při výběru pokynu postavě přeruší. Když se vykoná hráčův nebo počítačem řízený příkaz, vynuluje se lišta akčních bodů a je nutné vyčkat, než se obnoví, aby bylo možné dát postavě nový rozkaz. Hráč může zadat fyzický útok na nepřítele nebo i přítele, kouzlo na nepřátele i přátele, využít některý z předmětů, nebo využít jednu ze speciálních dovedností, které jsou pro každou postavu unikátní. Když se životy postavy vynulují, je poslána do stavu KO a je možné ji vrátit do boje sesláním příslušných oživovacích kouzel nebo předmětem fenixovo pírko. Pokud jsou všechny hráčovy postavy ve stavu KO, prohrál a hra končí. Za vítězství dostanou postavy zkušenostní body a z nich potřebné úrovně.
V tomto díle byl představen nový systém učení dovedností. Kromě vrozených talentů se postava učí aktivní kouzla využíváním předmětů, které má na sobě. Jsou jimi zbraň, pokrývka hlavy, zbroj, pokrývka rukou a doplněk ve formě drahokamu, bot, opasku nebo jiných předmětů. Pokud postava nosí určité předměty dostatečně dlouho, získá časem potřebný počet bodů schopnosti (AP = Ability point), díky nimž se dovednosti stanou trvalými a předmět může sundat, aniž by o dovednost přišel. Hráč se stejným způsobem může naučit používat širokou paletu pasivních dovedností, které musí aktivovat vkládáním magických kamenů. S vyššími úrovněmi jejich počet roste, ale musí se vždy rozmýšlet, kam je investuje, aby jeho postava byla více agresivní nebo obranyschopná.

## Hlavní postavy
- Zidan Tribal (ジタン・トライバル - Džitan Toraibaru): Zloděj z nechvalně proslulé loupežnické bandy Tantalus, převlečené za divadelní společnost. Je to genom, humanoid s opičím ocasem, který od svých šesti let žil v Lindblumu. Vládne hlavně nožům a velkým obouručním zbraním.
- Vivi (ビビ・オルニティア - ViVi Orunitia): Černý mág, kterému je méně než jeden rok. Na začátku byl velice nesebevědomý a nechápal, proč existuje. Postupně ale pod Zidanovým vlivem roste ve velkou osobnost. Ovládá destruktivní magii.
- Garnet Til Alexandros XVII. (též Dagger) (ガーネット・ティル・アレクサンドロス17世 - Gáneto tiru Arekusandorosu Džúnanasei): Princezna malého, ale slavného království Alexandrie. Se Zidanem procestuje celý svět, aby ochránila své království, zachránila svou matku před ní samou, a aby se dozvěděla pravdu o svém původu. Ovládá magii léčení a nejmocnější sílu, vyvolávání eidolonů.
- Adalbert Steiner (アデルバート・スタイナー - Aderubáto Sutainá): Rytíř z Alexandrie a kapitán rytířů Pluta, ne příliš schopné vojenské jednotky. Nedobrovolně doprovází Zidana a princeznu Garnet/Dagger po světě, aby si nakonec uvědomil, že na světě není jen slepá služba. Chová k Vivimu a jeho schopnostem velký respekt. Pokud jsou spolu v partě, může mu Vivi očarovat meč a rozdávat tak rány posílené jeho elementy.
- Eiko Carol (エーコ・キャルオル - Éko Kjaruoru): Šestiletá vyvolávačka, jež žije osaměle ve zničeném městě Madain Sari, obklopená pouze svými Moogly. Ovládá stejně jako Garnet magii léčení a umí vyvolávat Eidolony, které však na rozdíl od Garnetiných podporují partu. Je schopná při KO všech postav seslat fénixe, který všechny oživí a doplní všechny životy.
- Freya Crescent (フライヤ・クレセント - Furaija Kuresento): Bojovnice s kopím. Pochází z Burmécie, království krysích humanoidů, odkud se vydala na několik let do dobrovolného vyhnanství, aby se tam vrátila se Zidanovou partou sledovat, jak její rodiště lehlo popelem.
- Quina Quen (クイナ・クゥエン - Kuina Kuen): Příslušník/nice bezpohlavní rasy Qu a gurmán/ka, který/á si potrpí na dobré jídlo a žáby. Vypravil/a se Zidanovou partou na žádost svého učitele do světa. Pokud je nepřítel dostatečně oslaben, je schopen/ná ho sníst a naučit se jednu z jeho schopností.
- Žhnoucí Amarant Coral (サラマンダー・コーラル - Saramandá Kóraru): Tento námezdní lovec byl požádán královnou Brahne, aby vystopoval Zidana. Ne náhodou vůči němu pociťuje zášť, ale je jím poražen v souboji. Žádá od něj tedy smrt, ale Zidan ho místo toho přijme jako člena party, přestože Amarant toto rozhodnutí nechápe a stejně raději jedná sólově. K boji využívá drápy.

### Hlavní nepřátelé
- Kudža (クジャ): Jedná se o prvního živého genoma se samostatnou duší, kterého Garland seslal ze světa Terry, aby Gaiu připravil na asimilaci. Toužil však porazit svého pána, takže plnil co mu bylo uloženo, ale sledoval vlastní zájmy. Královnu Brahne zásoboval zbraněmi a pokročilými technologiemi, aby zneužil její chamtivosti k rozpoutáním války, jež zničila všechny čtyři velké národy Gaiy.
- Garland (ガーランド - Gárando): Člověk, který se stal vůdcem umírajícího světa Terra a usiloval o asimilaci Gaiy do Terry, aby obnovil svůj svět. Stvořil si tři "anděly smrti": Kudžu, Zidana a Mikito, genomy s duší. Před deseti lety zničil lodí Nezdolný rodiště Eiko, Madain Sari, protože se bál moci eidolonů. Poté, co byl poražen Kudžou, asistovala jeho duše Zidanovi při pouti v jiné dimenzi, v Memorii.
- Necron (永遠の闇 - Eien no Jami, česky: Věčná temnota): Zjevení nebo démonická existence. Na scénu vstoupil poté, co byl Kudža v Memorii definitivně poražen a zničil krystal, jež byl původním zdrojem veškerého života ve vesmíru. S jeho zničením se mu otevřela cesta, jak vrátit vesmír do "počátku", v čemž mu Zidan a jeho parta zabrání.

### Ostatní významné osoby
- Baku: Obávaný vůdce loupežnické a divadelní bandy Tantalus. Vychovával Zidana poté, co ho našel v Lindblumu.
- Blank, Cinna, Marcus, Ruby a bratři Nerové: Zidanovi přátelé a kolegové z Tantalu. Po úspěšném únosu princezny Garnet zůstala Ruby v Alexandrii, kde si založila vlastní malé divadlo. Blank se nechal zkamenět v temném lese, aby pomohl Zidanovi a ostatním zachránit princeznu, zatímco ostatní po zničení divadelní lodi dlouho hledali cestu domů.
- Královna Brahne (ブラネ - Burane): Alexandrijská královna a adoptivní matka Garnet/Dagger. Po smrti manžela ji navštívil Kudža a probudil v ní chamtivost. Ta ji dohnala k tomu zavést království do války se všemi zeměmi a násilné extrakce eidolonů z Garnet.
- Šašci Zorn a Thorn slouží královně Brahne a plní pro ni ty nejšpinavější úkoly. Ve skutečnosti však slouží Kudžovi a vyrábí loutky: černé mágy, jejichž prvními prototypy byli Vivi a Černí Waltzové. Prováděli extrakci eidolonů z Garnet a pokusili se i z Eiko, u níž neuspěli. Nakonec byli zabiti Zidanovou partou, když je Kudža sjednotil do bestie Meltigemini.
- Beatrix je alexandrijským generálem a nejlepší šermířkou na světě. Údajně sama přemohla na stovku rytířů. Věrně slouží královně Brahne a podílela se na ukrutnostech, jež prováděla. Když královna rozkázala popravit Garnet, přidala se na stranu princezny a po boku jejích spojenců/dříve únosců chránila hrad.
- Regent Cid Fabool IX (シド・ファブール9世 - Šido Fabúru Kjúsei): Vládce Lindblumu a věhlasný konstruktér vzducholodí. Ve skutečnosti to byl on, kdo nařídil Bakuovi a skupině Tantalus unést princeznu Garnet, protože věděl, že Brahne něco chystá. Po většinu hry byl svou manželkou přeměněn do podoby oglopa, brouka vypadajícího jako mandelinka.
- Sir Fratley je slavným burméckým dragounským rytířem a snoubencem Freyi. Před třemi lety se vydal do světa a zmizel beze stopy. Vrátil se až před zničením Cleyry, ale trpěl nevyléčitelnou amnézií. Nepamatoval si ani svého krále, ani Freyu.

### Rasy ve světě Final Fantasy IX
Gaiu obývají lidé a spousta jiných různých ras:
- Genomové: Stvořeni Garlandem jako bezduché osoby, jež mají být nositely spících duší obyvatel Terry, až by byla Gaia asimilována. Pouze třem z nich dal Garland duši: Kudžovi, Zidanovi a Mikoto, aby připravili Gaiu na asimilaci.
- Burmeciáni: Krysí lidé a národ válečníků, žijící ve městě věčného deště Burmécii a v poušti na obřím stromě Cleyra, kteří vyznávají mír. Jejich největší tradicí je však tanec. Mezi ně patří princ Puck nebo sir Fratley, Freyina ztracená láska.
- Ostatní humanoidi: Ve hře je k vidění spousta jiných zvířecích lidí, např. s hroší hlavou, s ptačím zobákem (Doktor Tot), trpaslíci z Conde Petie z Vnějšího kontinentu, a další.
- Černí mágové: Viviho rasa. Šlo o bezduché loutky, které měly sloužit jako armáda kouzelníků. Časem se u nich začal projevovat "defekt", a to uvědomění si sebe sama. Kvůli tomu měli mágové velmi krátký život, pouze rok. Ti, kteří nabyli vědomí, uprchli na Vnější kontinent dožít do vesnice Černých mágů.
- Černí Waltzové: Trojice vylepšených černých mágů, kterou stvořili Thorn a Zorn, aby našli princeznu Garnet a zabili únosce. Ani jeden neuspěl.
- Qu: Obyvatelé bažin a velcí gurmáni. Quina je jedním/jednou z nich.
- Vyvolávači: Jsou lidem velmi podobní tvorové, jen s rozdílem, že jim z čela vyrůstá roh a mají schopnost ovládat eidolony. Posledními žijícími členy této rasy jsou princezna Garnet a Eiko. Ostatní nechal Garland před deseti lety vyhladit.
- Eidoloni: Pradávná božská a mocná stvoření či duchové, kteří na slovo poslechnou svého pána.
- Mooglové: Malí růžoví skřítci, kteří v Gaie fungují jako pošťáci prostřednictvím služby Mognet a jako drobní obchodníci. Nezapomenutelné je jejich opakování slova "Kupo".
- Chocobové: Ptáci podobní pštrosům, kteří se dají osedlat. Slouží k rychlému přesunu po Gaie a navíc ochraňují partu před náhodným spouštěním bitev.

## Příběh
Hra začíná příletem divadelní lodi Prima Vista společnosti Tantalus do Alexandrie, aby odehrála drama Chci být tvým kanárkem, největší hit v zemi. Princezna Garnet slavila šestnácté narozeniny a Tantalus před přistáním projednal skutečný důvod příletu, a to její únos. Na představení dorazil z Trena i malý černý čaroděj Vivi, kterému pomohlo krysí dítě jménem Puck dostat se do hlediště načerno.

### Únos a Azyl v Lindblumu
Zatímco Tantalus bavil publikum a královnu Brahne, Zidan s Blankem přemohli dva strážné rytířů Pluta a dostali se do hradu, aby provedli únos. Sama princezna se však vytratila z lóže a v převleku unikla na jednu ze čtyř věží alexandrijského hradu, odkud se slanila na divadelní loď. Zidan ji následoval a vše viděl kapitán Steiner rytířů Pluta. Na Prima Vistě se princezna Zidanovi představila a k jeho překvapení ho požádala, aby ji unesl. Museli však utéct před Steinerem až na jeviště, kde odimprovizovali konec dramatu. Viviho a Pucka mezitím nachytali rytíři Pluta a černý mág utekl na jeviště, kde v sebeobraně omylem podpálil princeznin bílý plášť a odhalil ji. Baku nastartoval mlžné motory a s lodí unikl. Rozzuřená Brahne nechala na loď střílet obří harpuny s řetězy a také dělem, ale marně. Loď však byla přesto natolik poškozená, že za městem havarovala pod úroveň mlhy do Zlověstného lesa.
Brahne rozkázala šaškům Thornovi a Zornovi přivést princeznu za každou cenu zpět, protože zmizela i s Alexandrovým přívěskem. Ti vyslali tři černé Waltze. Ve zlověstném lese unesly princeznu Garnet pohyblivé masožravé rostliny přímo před zraky Zidana, Viviho i Steinera, tak byl Zidan rozhodnutý ji najít (byl do ní zamilovaný a při každé příležitosti s ní flirtoval). Postavil se tedy Bakuovi a ignoroval jeho rozkazy. Prosadil si svou a s Vivim a Steinerem v lese pátral po Garnet. Steiner Zidanem i celou bandou Tantalus opovrhoval a vyhrožoval, že bude viset, avšak k Vivimu choval úctu, přestože byl celkově zmatený a nesebevědomý. Nakonec Garnet zachránili, ale popudili proti sobě mocné síly lesa. Díky Blankovi se povedlo s princeznou utéct do bezpečí, avšak za cenu toho, že spolu s celým Zlověstným lesem zkameněl, ale stihl předat Zidanovi mapu Mlžného kontinentu.
Jakmile se princezna probrala, dorazila skupina přes ledové jeskyně do odlehlé vesnice Dali, aby unikli nebezpečné mlze podněcující agresivitu. V cestě stál první Černý Waltz, jehož Zidan porazil. Princezna Garnet si proto změnila identitu a začala si říkat Dagger podle Zidanovy dýky. V Dali objevili podzemní mlžnou továrnu na výrobu černých mágů pro Brahne. Vivi byl pohledem na linku šokován a začal pochybovat o tom, co je sám zač. Museli se však ukrýt do balicího stroje, aby nebyli odhaleni. Steiner mezitím vyhledal řídící věž zdejšího "letiště" a počkal na přistání nákladní vzducholodi. V jedné z beden k naložení objevil i trojici hrdinů. Čtveřici poté napadl druhý Černý Waltz.
Po jeho porážce chtěl Steiner eskortovat princeznu zpět na Alexandrijský hrad, ale Dagger mířila do Lindblumu za strýčkem Cidem požádat ho o pomoc. Věděla, že se v Alexandrii něco zlého chystá. Převzala po bezduchých černých mázích řízení vzducholodi, když skupinu napadl třetí Černý Waltz, jenž rozmetal celý náklad a poničil loď. Černí mágové si celou dobu Viviho a ostatních nevšímali, ovšem nyní jako jeden muž chránili Viviho svými těly. Pohledem na tu destrukci a smrt "svých lidí" dosáhnul Vivi bájného transu a Černého Waltze smetl, avšak ten se nevzdal a přeskočil na člun Zorna a Thorna monitorujících situaci. Černého Waltze nakonec zastavila lindblumská jižní brána, kde havaroval.
V Lindblumu je přivítal regent Cid, kterého jeho manželka přeměnila za milostnou aféru v odporného brouka oglopa a beze stopy zmizela s parní vzducholodí Hilda Garde, symbolem pokroku na Gaie. Lindblum bylo největší a nejvyspělejší město na světě s těžkým průmyslem na létající lodě s mlžným pohonem. Cid marně stavěl novou Hildu Garde 2, ale v své nynější formě nedokázal plně využít svůj intelekt. Přesto dál vládl a monitorovat politiku. Své neteři Garnet řekl, že to on nařídil Bakuovi její únos, protože věděl o ambicích Brahne a chtěl dodržet slib jejímu zesnulému otci, a přímá konfrontace by pouze rozpoutala válku.
V tu dobu se konal Velký lovecký festival. Zidan, Vivi a spousta dalších se zúčastnili a mezi nimi byla i burmécká dragounka Freya, Zidanova dávná známá. Po skončení lovu dorazil do Lindblumu burmécký posel, že Brahne právě vyhlásila Burmécii válku a vyslala armádu černých mágů. Dagger tam chtěla jít a zastavit ji, ale ostatní odmítli ji do válečné zóny pustit. Zklamaná Dagger tedy všechny kromě Steinera přiotrávila uspávacími bylinkami, aby se vydala pěšky zpět do Alexandrie. Zidan se poté vydal s Freyou a Vivim do Burmécie a doufal, že Dagger zamířila také tam. Postup jim usnadnila nová pomocnice Quina a ochočený chocobo, jenž je dovezl až ke Gizamalukeho sluji na hranici Lindblumu se státem věčného deště Burmécií. Zde bojovali s hordou černých mágů i se samotným Gizamalukem.

### Brahnina válka
Do Burmécie však dorazili pozdě. Město bylo zničené, obyvatelstvo vyvražděno nebo uprchlé a král se stáhl k dávným sousedům v Cleyře. V ruinách jeho paláce probíhala porada Brahne, generála Beatrix a záhadné osoby jménem Kudža o dalším postupu. Zidan však nedokázal generála zastavit a Kudža se po bitvě vydal na svém stříbrném drakovi do Trena, zatímco Brahne se vrátila do Alexandrie. Skupina hrdinů se po probrání z bezvědomí vydala do pouště k stromovému městu Cleyra, chráněnému pradávnou magickou bouří.
Mezitím se Dagger se Steinerem dostala k lindblumské jižní bráně a lanovkou překročili hranici. Znovu se setkali s Tantalusem a Marcuse doprovodili do Trena za zbytkem. Sháněli totiž lektvar Supersoft na rozpuštění Blankovy kletby. Dagger jim pomohla ho získat a všimla si i Kudži, kterého viděla už dříve se svou matkou. Setkala se i se svým soukromým učitelem Totem, jenž z Alexandrie před rokem emigroval. Princezně se Steinerem však ukázal pradávnou podzemní cestu Garganů, vedoucí až do Alexandrie. Zde však padli do léčky Zorna a Thorna, kteří princeznu, Steinera i Marcuse uvěznili. Kudža pak Dagger mocným zaklínadlem uspal a oba šašci z ní začali extrahovat eidolony. Brahne se pak na své mlžné vzducholodi Rudá Růže vydala do Cleyry, aby dokonala na Burmecijcích dílo zkázy.
Nejprve do města vyslala Beatrix a černé mágy zrušit bouři a ukradnout místní krystal, aby poté použila ukradeného Garnetina eidolona Odina k totálnímu zničení města, jež vypadalo jako nukleární výbuch. Zidanově partě se povedlo na poslední chvíli uprchnout díky teleportaci černých mágů. Na Rudé Růži se dozvěděli o královnině úmyslu popravit princeznu Garnet, protože ji už nepotřebuje, takže se teleportací dostali do Alexandrie napřed. Steiner a Marcus mezitím utekli z vězení a setkali se se Zidanem a ostatními, aby v kobce našli Dagger a šašky Zorna a Thorna extrahující posledního eidolona. Zanedlouho dorazila i Brahne a generál Beatrix. Ta partu znovu snadno porazila, ale Zidan ji přiměl změnit stranu a připomněl jí, k čemu se v armádě zavázala: chránit princeznu a ne provádět válečné zločiny. Beatrix sama nesla těžce královninu zálibu v užívání zbraní hromadného ničení namísto její dívčí pěchoty, tak svou mocí vyléčila Dagger z Kudžova prokletí a po boku Freyi a Steinera bojovala proti přivolaným příšerám. Ostatní uprchli garganskými tunely. Brahne povolala do služby námezdní lovce, aby našli a zabili princeznu, Viviho i Zidana.
Gargan se však splašil, takže skončili až na výběžcích za Lindblumem, kde se setkali s duchem eidolona Ramuha, jenž se zaslíbil Dagger. Ta věděla už dříve, že má moc je vyvolávat, ale bála se jí. Nyní však neměla na vybranou. Všichni tři se tedy vydali pěšky do Lindblumu, ale královna Brahne zatím zaútočila černými mágy na město a vyvolala eidolona Atomose, aby sáním a vichřicí zničil průmyslovou čtvrť a vážně poničil i zbytek města, včetně Cidova hradu. Když tu zkázu viděla Dagger, propadla málem hysterii. Regent chtěl zabránit nejhoršímu a vzdal se. Brahne měla dvě podmínky kapitulace: zabavení lodi Hilda Garde 2 a všech plavidel a odevzdání krystalu.

### Výprava do neznáma na Vnější kontinent
Zidane se s Dagger proplížili do hradu za Cidem, jenž jim vysvětlil situaci. Brahne se chystala na moře, aby zkompletovala celý Alexandrijský krystal z Daggeřina přívěsku a z ostatních částí, jež patřily Cleyře a Lindblumu. Také se potvrdilo podezření, že v pozadí války stojí obchodník se zbraněmi Kudža, jenž své technologie nabízel v minulých letech i Lindblumu. Cid dal Zidanovi národní poklad: úplnou mapu celé Gaiy, a vyslal je do podzemní chodby mezi Mlžným a Vnějším kontinentem do neznáma, neboť mlžné vzducholodě přes moře létat nedovedou. Měli najít odpovědi i Kudžu. V bažinách se k partě připojila Quina, která při lovu žab "omylem" objevila vstup do podzemních šachet.
Po týdnech cesty na garganově hřbetu v podmořském tunelu se ocitli ve vyprahlém Vnějšího kontinentu, kde nebyla žádná mlha. Nalezli tam skalní město trpaslíků Conde Petie, kde viděli mluvící černé mágy. Vydali se za nimi do suchého lesa, ale ti je ve své vesnici přivítali s panickou hrůzou. Časem k Zidanově skupině důvěru získali. Byli to původně ti černí mágové, které využívala Brahne k válce, ale nabyli vědomí a uprchli sem. Nechápali však, co znamenalo „zastavení“ jejich druhů a po vzoru lidí své kolegy pohřbívali. Průměrně se to stávalo rok po jejich vyrobení. Vivi zde našel místo, kam patří, a Zidan to Dagger okomentoval podle své vlastní zkušenosti, když se jednou také vydal hledat domov, na který si pamatoval jen jako na modré světlo.
Po návratu z vesnice Černých mágů se potřebovali dostat dále za Conde Petie, jenže tam směli pouze novomanželé. Dagger tedy podstoupila se Zidanem obřad (ona pouze jako vstupenku dále, on to myslel vážně) a potom i Vivi s Quinou. Za městem našli dívenku jménem Eiko a jejího moogla Moga, kteří kradli potraviny. Eiko pozvala ostatní k sobě domů do ruin města Madain Sari, kde žila sama pouze s moogly jako poslední Vyvolávač. Dětinsky se zamilovala do Zidana, jemuž to nebylo vůbec příjemné, ale přijali její pohostinnost. Dagger toto místo připadalo podezřele povědomé. U večeře pak Eiko vyprávěla, že čtyři roky před jejím narozením byla osada zničena a přežila jen její rodina. Její rodiče zemřeli krátce po porodu a dědeček zemřel nedávno, takže zůstala sama. Zidan Eiko přemluvil, aby pro ně prolomila pečeť od vchodu k obřímu stromu Iifa, kde chtěli hledat Kudžu. Udělala to a doprovodila je až do útrob stromu, přestože to měla od dědečka zakázané.
Zde sjeli velmi hluboko do nitra stromu kilometry do podzemí, které vypadalo spíše jako rafinérie mlhy. Brzy se objevil strážce a potvrdil, že je strom Iifa skutečně produkuje mlhu, jež podněcuje agresivitu všeho živého. Po jeho likvidaci produkce mlhy zcela ustala a zmizela z celého Mlžného kontinentu. Přestaly fungovat i mlžné vzducholodě a byla zastavena i produkce černých mágů v Dali. Vypadalo to, že je problém vyřešen, ale Eiko zjistila, že byl ukraden krystal, který měla chránit svým životem. Navíc ji unesla námezdní lovkyně Lani a odvlekla do Síně eidolonů. Její kolega žhnoucí Amarant však nařídil Eiko propustit a vyzval na souboj Zidana, ovšem prohrál. Zidan mu pak nabídl členství v partě.
Eiko měla sice zakázáno opouštět Madain Sari dříve, než jí bude 16 let, ale slib porušila. Než se vydali zpět ke stromu Iifa, tak si Dagger uvědomila, že není skutečnoou princeznou Garnet, ale vyvolávačkou jako Eiko. Na stromě Iifa pak Zidan konfrontoval Kudžu, jenž netrpělivě čekal jak na něj, tak na královnu Brahne, která konečně s flotilou dorazila na místo. Vypukla velkolepá bitva mezi ní a armádou Kudžových příšer. Brahne totiž hodlala Kudžu zabít, aby ukojila své choutky po neomezené moci, a vyvolala eidolona Bahamuta. Kudža odpověděl signálem Nezdolnému, obřímu oku, aby ovládl Bahamuta, jenž se rozběsnil zničil Brahninu flotilu. Dagger mezitím s Eiko nalezla sídlo eidolona, jehož jejich předci kdysi neúspěšně vyvolali, a získala nad ním kontrolu, aby zachránila matku, ale byl to Leviathan, který neuměl létat. Kudža se pak z bitvy mírně zraněný stáhl.
Dagger pak našla na břehu záchranný člun a v němž umírající Brahne. Ta si nyní uvědomila, že ji její nenasytnost zničila a zaslouží si zemřít. Poprosila tedy před svou smrtí „dceru“ o odpuštění, ať vládne lépe než ona.

### Královna Garnet a zkáza Alexandrie
V Alexandrii vystrojili Brahne pohřeb a o tři dny později byla Garnet korunována. Věrnost jí přísahal Steiner, Beatrix a do Alexandrie se vrátil i doktor Tot. Zidan se opíjel v hospodě, protože byl do nastávající královny zoufale zamilovaný a ničila ho vidina, že se s Dagger už neuvidí. Eiko ve snaze získat Zidana pro sebe sepsala za pomocí Tota milostný dopis,ale doručení se nezdařilo. Baku našel Zidana opilého v hospodě a důrazně mu vysvětlil, že v Tantalusu není místa pro ty, kdo neumí lapit svého kanárka. Dagger celou partu pozvala před korunovací na poslední setkání. Eiko si s ní vyměnila krystaly, avšak Zidan nebyl schopen vyjádřit své pocity a vypadalo to, že Garnet také ne.
Rozhodl se tedy opustit Alexandrii a spolu s Eiko, Totem, Quinou, Freyou a Amarantem zamířil do Trena na karetní turnaj. Zde se setkal opět s regentem Cidem, jenž testoval Hildu Garde 2, ale ihned po turnaji přišla z Alexandrie znepokojivá zpráva o hrozícím nebezpečí. Na Hilda Garde 2, které velmi skřípaly motory, se tedy vydali za Garnet. Kudža totiž v Alexandrii provedl rituál s pomocí Nezdolného na vyvolání Bahamuta, který město zalil ohněm. Novopečená královna nezpanikařila a vydala rozkazy Steinerovým rytířům Pluta, kdysi lenochům a povalečům. Ti nyní organizovali evakuaci města, zatímco Steiner s Beatrix lovili v ulicích Kudžovy příšery. Garnet omdlela, když začal její přívěsek modře zářit. Hilda Garde 2 se totiž blížila na dosah Alexandrie a přívěsek Eiko, který obsahoval pár Garnetiných krystalů, omráčil i ji. Za chvíli se obě probraly a celý hrad jakoby ožil a okolo obří mečovité věže vyrostla soustava dalších věží, kam se Garnet vydala. Eiko na parovzducholodi rozeznala, oč jde: o vynesení Alexandrova rozsudku.
Seskočila z lodi a levitací se přesunula až k Dagger. Alexandrijský eidolon, údajně nejmocnější na světě, volal svého pána, aby byl vyvolán. Společně provedly rituál a hrad obepnul obří eidolon s obrovskými křídly dlouhými jako celé město. Alexandrův rozsudek byl vynesen a ten snadno zkrotil Kudžova Bahamuta svatou magií. Vzducholoď mezitím havarovala kousek za městem a Zidan se vydal hledat Dagger. Kudža vyslal signál na Nezdolného, aby ovládl Alexandra, avšak plán mu překazil muž jménem Garland, který nasměroval na Alexandra obří oko a zabil ho. Kudža si uvědomil, co se děje, a uprchl z města. Alexandrova smrt knockoutovala Dagger i Eiko a Alexandrijský hrad se začal rozpadat. Zidan našel Dagger s Eiko na poslední chvíli a svého kanárka zachránil před jistou smrtí. Slanil se s nimi dolů pod hrad. Eiko ale byla uražena pohledem na Dagger v Zidanově náruči. Sám však utrpěl vážné zranění a zachránili je až členové Tantalu, Cid a zbytek party. Garland pak vyslal další výstřel, který zničil Alexandrovo mrtvé tělo, zbytek hradu a kompletně zničil celé město se slovy, že byly duše opět „vráceny“.

### Pátrání po Kudžovi
Dagger byla stále v šoku ze ztráty království, Brahne, své pravé matky, jež zemřela, když se s ní ocitla na malé loďce na břehu Alexandrie. Trpěla, že není skutečnou Garnet, neboť ta zemřela v den jejího nalezení a ji přijali do královské rodiny, protože jí byla velmi podobná. To byl také důvod, proč Brahne neměla problém vydat rozkaz k její popravě. V Dagger se navíc probudily i dávné vzpomínky na zkázu jejího rodiště. Nabyla přesvědčení, že nikdy neměla být královnou a vše bylo špatně. Upadla do depresí a zcela ztratila hlas. Když se Zidan probral z kómatu, proběhlo v Lindblumu jednání.
Regent Cid se chtěl za každou cenu vrátit do podoby člověka, aby sestrojil novou loď, mají-li Kudžu zastavit. Byl navíc uražen, protože viděl v jeho držení svou loď Hildu Garde 1 a měl tedy podezření, že s ním je jeho manželka Lady Hilda. Zidan v Lindblumu našel suroviny na kouzelný lektvar, avšak ten Cida přeměnil pouze z oglopa v žábu. Cid se proto rozhodnul najít Hildu za každou cenu. Zahájili tedy pátrání na lodi Modrý Narcis, na níž uprchli z Alexandrie, a jelikož si Vivi všiml černých mágů na Hilda Garde 1, začali právě v jejich vesnici. Zde však zbyli pouze tři, neboť ostatní ze strachu před blízkou smrtí následovali Kudžu, který jim slíbil prodloužení života. Černý mág č.288 po rozmluvě s Vivim pochopil, o co jde, a prozradil ve víře, že budou i ostatní tak stateční jako Vivi, že Kudža má podzemní palác na druhém konci Vnějšího kontinentu. Zde však parta padla do léčky a byla uvězněna. Kudža si nechal zavolat Zidana a přinutil ho výhrůžkami smrtí jeho společníků ke spolupráci. Měl získal v paláci Oeilvert gulugský kámen, který Kudža sám získat nemohl, neboť celý komplex chránil protimagický štít. Zidan spolu se třemi spolubojovníky a za dozoru Zorna a Thorna zamířil na loď Hilda Garde 1 a s ní na západ do Zapomenutého kontinentu.
Do Oeilvertu musel přes úzké kaňony pěšky, protože přímo na místě přistát nešlo. Parta byla ohromena: Oeilvert byla totiž mimogaianská základna a místo očekávaného středověkého hradu to uvnitř vypadalo jako dílo vyspělé civilizace s elektronikou, počítači a hologramy. Největší záhadou byla Zidanova schopnost ovládat zdejší zařízení a rozumět jazyku, přestože se s tím vším setkal poprvé v životě. Hologramy hovořily o historii civilizace, která se před pěti tisíci lety pokusila neúspěšně spojit s Gaiou do jednoho světa, protože Terra jako planeta umírala. Částečně byl celý proces vysvětlen v místnosti mnoha tváří. V jiné místnosti zas nalezli plány ke stavbě terranských válečných lodí, včetně Nezdolného. Samotný Oeilvert, Kudžův palác a další objekty na Gaie byly pozůstatkem neúspěšného spojení světů do jednoho. Zidan však nebyl schopen tyto informace pochopit, zatím. Každopádně nalezli gulugský kámen a vrátili se zpět za Kudžou.
Když Kudža dostal od Zorna a Thorna zprávu o splnění mise, rozhodl se ostatní Zidanovy přátele popravit. Záměr překazil regent Cid v podobě žáby, jenž překonal strach a proklouzl okolo žabožravé příšery ke spínači, kterým otevřel cely. Zbytek party se nakonec dostal až do trůnního sálu, kde spustil teleportovací zařízení a automatickou počítačovou ochranu paláce Valia Pira. Teleport je dostal až do Kudžova apartmá, kde se z druhého zařízení spojeného s přístavem pro Hildu Garde 1 už před tím vrátil Zidan. Toho si Kudža pozval k sobě a snažil se ho dále vydírat hologramy členů jeho party, které hodlal usmrtit vhozením do lávy.
Díky včasnému zásahu ostatních se Kudža teleportoval pryč a Zorn s Thornem unesli Eiko na Hildu Garde 1 a zmizeli. Ostatní je pronásledovali na Modrém Narcisu až na Ztracený kontinent na severu, až do Esto Gazy, poutního místa považované za svaté kvůli blízkosti k "Třpytivému ostrovu", kde byl často viděn Nezdolný a říkalo se mu i cesta pro odcházející duše. Každopádně sem Kudža unesl Eiko. Parta se musela probít přes hluboké jeskyně ve vyhaslé sopce Gulug, a v rozvalinách po dávné civilizaci podobné Vyvolávačům. V hlubinách hory nařídil Kudža Zornovi a Thornovi extrahovat z Eiko eidolony, ovšem bez úspěchu, neboť Eiko bylo teprve 6 let a ne požadovaných 16. Zidan a ostatní pak sledovali další pokus o extrakci, který by ji už zabil. Život jí zachránila její moogle Mog, která odhalila svou skutečnou totožnost: byla eidolonem Madeen a dosáhla transu, čímž si vrátila svou původní podobu a jedinou ranou zabila Zorna a Thorna. Kudža byl chvíli šokován, ale pochopil pár věcí, aby se mohl postavit Garlandovi, který z něj chtěl vysát duši, tak mrtvoly Zorna a Thorna spojil do příšery Meltigemini, aby Zidana a ostatní zabila. Ti dva byli po bitvě definitivně zneškodněni. Zdrcení černí mágové se dověděli, že byli podvedeni, tak jim Vivi dodal chuť zbytek jejich krátkého života prožít naplno. Zidan pak z vedlejší místnosti vysvobodil Lady Hildu, manželkou regenta Cida.

### Hilda Garde 3
Lady Hilda zrušila proměnu regenta Cida a odpustila mu jeho aféru. Zidana a všechny ostatní pak informovala o všem, co se od Kudži dozvěděla. To on ukradl Hildu Garde 1, aby měl další prostředek k neomezenému cestování po světě, ale spolu s ní ukradl i ji, s čímž nepočítal. Často se jí svěřoval, o co usiluje a že nepochází z Gaiy, ale ze světa jménem Terra, s nímž je Gaia prostřednictvím "magického" portálu spojena. Usiloval o využití všech zdrojů Gaiy k zisku nejvyšší moci. Tento portál na Třpytivém ostrově však nemohl použít, protože brána do Terry byla uzamčena a klíč se nacházel ve staré zřícenině na Zapomenutém kontinentu, kterou Hilda pojmenovala Ipsenův hrad.
Dagger se mezitím ztratila a Steiner ji zoufale hledal po celém Lindblumu. S hledáním mu pomohli i lidi z Tantalu, kteří přerušili opravu Divadelní čtvrti. Regent Cid mezitím provedl inspekci nových parních motorů a vydal pokyn rozebrat Modrý Narcis, jejíž kostru měli přestavět na parovzducholoď, aby se ušetřilo co nejvíce času. Dagger nalezli až v Alexandrii, kde ji Zidan našel nad hrobem své adoptivní matky, kde také poprvé po dlouhé době promluvila a poprosila ho, aby jí dal dýku, podle které se přejmenovala. S tou si uřezala své dlouhé vlasy, aby začala znovu a znovu nezklamala svůj lid, který se pustil do obnovy města i hradu.
Zanedlouho Cid dokončil konstrukci Hildy Garde 3 a vyslal skupinu do Ipsenova hradu, aby v zájmu všech obyvatel světa zjistila, co se to vlastně na Gaie děje. Hrad vypadal jakoby obrácený vzhůru nohama a uvnitř nalezli čtyři klíče ve tvaru talíře, které Zidan sundal a přečetl si, kam je má umístit. Spustila se počítačem řízená ochrana se sirénou hlásící, že byl přerušen tok energie z Gaiy do Terry a přepadla je příšera Taharka. Ta zemřela se slovy, že vše je jedno a jedno je vše, tudíž nemohou bránu do Terry nikdy odemknout, a rozplynula se jako hologram. Dle získaných informací Zidan vyvodil, že vstup do Terry musí otevřít všemi čtyřmi klíči najednou. Dagger s Eiko vysadil v podmořské vodní svatyni kousek od Ipsenova hradu, Freyu s Amarantem v ohnivé svatyni sopky Gulug, Steinera s Vivim ve svatyni větru a sebe s Quinou do svatyně země. V domluvený čas pak všichni vložili talířovitý klíč do oltáře a byli přepadeni strážci Terry, od nichž si vyslechli pár urážek a výhrůžek (nižší formy života apod.) Díky týmové práci ve dvou však všechny čtyři dvojice strážce porazily a Zidan pak nabral všechny zpět na palubu a zamířil na Třpytivý ostrov, který se proměnil v magický vír, jenž osmici hrdinů přenesl do jiné dimenze. Hilda Garde 3 a zbytek posádky zůstal na Gaie a nejspíš se vrátili do Lindblumu.

### Tajemství Terry
Ocitli se v modrém paralelním světě, kde stojí čas i voda, zdánlivě svírající Terru ze všech stran. Stáli na kilometry vysokých plošinách ve tvaru hub prošpikovaných moderní technikou jako např. teleporty s všudypřítomným modrým světlem. Zidan zahlédl dívku, která mu byla dost podobná, a vydal se za ní. „Vítej doma,“ řekla a ukázala mu vesnici Bran Bal. V ten moment se objevil Nezdolný ve své skutečné podobě, jejíž oko Dagger dobře poznala a omdlela.
V Bran Balu žili lidé s ocasem stejným, jako měl Zidan. Byly to geneticky vykonstruované bytosti: genomy, jež se chovaly jako bez duše či jako zombie. Dívka mu v laboratoři na klonování genomů vysvětlila, že on je jiný, má vlastní duši a vyšší účel bytí. Zmínila Garlanda, který usiluje o obnovení Terry. Genomové mají být bezduch= nádoby, připravené pro příjem spících duší vyhynulých Terranů, a na krystalovém počítači vysvětlila proces slučování světů. Až bude dokončen, modrá se změní v červenou a Gaia se stane Terrou. Proces to měl být krátký, ale před 5 tisíci lety selhal. Garland musel vyčkat a mezitím se pokusil narušit koloběh duší, vznikajících v jádru Gaiy, a po smrti se tam zase vracely. Zidana šokovala, že právě on měl Garlandovi tohle všechno umožnit. Ostatní genomům nerozuměli, pouze Vivi byl přesvědčen, že jejich mysl není tak prázdná, jak vypadá a srovnal je s černými mágy.
Genomka pak Zidana zavedla ke Garlandovi do létajícího hradu Pandemonium, sídla duší Terry. Zidan byl ze všeho velmi zmaten a nabyl dojmu, že je tedy nepřítelem Gaiy. Garland mu vysvětlil zbytek. Před 12 lety ztratil svého nejdokonalejšího genoma Zidana, který měl narušit koloběh duší na Gaie. Ne vše šlo dle plánu, na Gaiu se Zidan vůbec neměl dostat a za to byl zodpovědný Kudža, jehož stvořil před 24 lety jako prvního genoma se samostatnou duší, s myslí příliš silnou, aby nesl někoho z Terranů. Přesto byl užitečný a vyslal ho na Gaiu urychlit koloběh duší vyvoláním válek. Kudža však trpěl pocitem nesmrtelnosti, ale Garlandovi to nevadilo a toleroval mu jeho vlastní zájmy, dokud plnil misi. Kudža však na svého "bratra" žárlil a v jeho šesti letech ho unesl z Bran Balu do Lindblumu, kde doufal, že zemře spolu s Gaiou. Zidan se pak zeptal, proč tohle všechno dělá. Garland pokračoval: Narušením koloběhu duší vzniklo na Gaie duchovní vakuum, které mohl doplnit dušemi Terry. Války astronomicky urychlily umírání a strom Iifa sestrojený Garlandem před tisíciletími třídil zemřelé duše a tvořil mlhu jako odpadní produkt uvízlých gaianských duší, která ještě více podněcovala agresivitu a války. Zidan však zastavením mlhy pouze zcela zastavil koloběh duší Gaiy a umožnil svět naplňovat dušemi Terry bez jakéhokoliv omezení, neboť nyní mohl Garland zcela obejít gaiskou přirozenou planetární obranu. Garland ukázal observatoř namířenou na jádro Gaiy, kde začíná i končí koloběh duší, a byla již patrná změna modré gaianské barvy na rudou terranskou. Strom Iifa byl na jádro planety napojený a konal proces, jenž byl téměř dokončený. Pak řekl Zidanovi, že měl Kudžu v pozici terranského "anděla smrti" jednoho dne nahradit.
Zidan se však vzepřel a Garlandovu nabídku odmítnul. Aby ochránil své přátele, rozhodl se zničit zničit Terru i Garlanda. Ten tedy Zidana omráčil, aby ho tedy předělal v běžného genoma. Umístil ho do jakési komory, která mu postupně mazala vzpomínky z jeho mozku. Do Pandeminia se však včas dostali Eiko a Vivi a včas ho probudili. Zidan se vzpamatoval a dobelhal se až k bráně, aniž by si jich všímal, a dost sprostě odmítal pomoc i otázky, proč šel do pevnosti Pandemonium sám. Postupně odmítal pomoc od Freyi, Amaranta, Quiny, Steinera i Dagger. Ta ho ale nakonec byla schopna přivést opět k rozumu a připomněla mu, že ji vždycky ochraňoval a dával pozor i na ostatní, zatímco ostatní dávali pozor na něj. Zidan se všem omluvil a společně pokračovali dále.
Pomocí teleportů a levitujících plošin se vyšplhali až na vrchol Pandemonia za Garlandem. Zidan se ho zeptal ještě jednou na jeho motivy, proč koná takové zlo a zejména, proč nespí s dušemi ostatních Terranů. Odpověděl, že i on je ve skutečnosti umělou životní formou pověřenou ke správě Terry, když se spojení s Gaiou před 5 tisíci lety nezdařilo. Měl ji připravit na druhý pokus. Poté začal se skupinou bojovat, ale její sílu podcenil a byl poražen. Na scénu vstoupil Nezdolný a Kudža a poděkoval Zidanovi za umožnění návratu do Terry a porážku Garlanda, o němž věděl, že při úspěšném sjednocení světů by se ho zbavil. Pak se skupinou také bojoval a během bitvy poprvé v životě dosáhnul bájného transu znásobujícího jeho moc. Partu knockoutoval svou Ultimou. Původně chtěl své ambice naplnit pomocí eidolonů, ale trans byl daleko mocnější. On sám nebyl schopen transu dosáhnout, ale díky Nezdolnému využil duše těch, které zabilo "velké oko". Poražený Garland mu však prozradil jedno malé tajemství: Kudža bez ohledu na svou nynější moc stále zůstává smrtelníkem, navíc defektním, takže své nové schopnosti stejně nevyužije. Jeho smrt byla geneticky načasována do Zidanovy plnoletosti. Takový narcis, jakým Kudža byl, tohle nepřijmul a zešílel. Garlanda zabil a prohlásil, že nedovolí, aby Terra existovala déle než on a v transu začal celý modrý svět systematicky ničit.
Zidan se rychle vrátil teleporty před Pandemonium, kde jeho společníci ukradli Nezdolného, a vrátili se pro něj a Dagger do Bran Balu pro ostatní genomy. Zidan musel přesvědčit i tu genomskou dívku, která mu prve vše vysvětlovala. Dověděl se od ní, že měla nahradit Kudžu i Zidana, kdyby selhali. Nyní však neviděla žádný smysl své existence, neboť byl Garland mrtev a Terra byla postupně ničena. Zidan jí řekl, že neví, proč by měl někoho zachraňovat, ale stojí za to aspoň zkusit najít nový smysl života. Genomka mu také konečně pověděla své jméno: Mikoto. Na Nezdolném pak vymanévrovali z trosek Terry přes bílý portál na obloze, jenž je dovedl na hladinu gaianského moře.

### Bitva o strom Iifa a putování ve vzpomínkách
Celá Gaia se ocitla až po vrcholky hor v mlze. Dříve byla přítomna pouze na Mlžném kontinentu, ale strom Iifa evidentně znovu ožil. Vivi navrhl, aby genomy ubytovali ve vesnici Černých mágů, kteří je přivítali s otevřenou náručí, protože měli ve zbytku svých krátkých životů koho učit vše, co znali. Zanechali tam i Mikoto, která Zidana varovala, že proti Kudžovi nemají sebemenší šanci. Na Nezdolném se přesunuli ke stromu Iifa, nad jehož korunou byl obrovský zářící portál, a kde se Kudža bezpochyby nacházel. Ze stromu Iifa vylétly stovky bílých draků, které zatarasily vstup a málem Nezdolného zničily, ale z mlhy se vynořila lindblumská armáda mlžných a parních vzducholodí v čele s Hildou Garde 3 a s regentem Cidem a Tantalem na palubě. Doprovodila je i Rudá Růže, kterou pilotovala generál Beatrix s rytíři Pluta. Postupně vyklidili pro Nezdolného cestu. Jak se později ukázalo, byla to Mikoto, kdo je povolal a využila k tomu své zvláštní schopnosti. Zidan měl původně v plánu do bitvy s Kudžou obyvatele Gaiy nezatahovat, aby nešířili paniku, ale Baku z Hildy Garde vyslal k Zidanovi zprávu, že si snad nechtěl tu "srandu" užít sám bez nich.
Nezdolný proletěl portálem a celá skupina se ocitla v jiné dimenzi zvané Memoria. V bílé září museli porazit strážného bílého draka a rozpadající se loď opustili teleportem. Dopadli na chaotické místo a k Zidanovi začal promlouvat Garlandův hlas. Vysvětlil mu, že je Memorie tvořena pouze ze vzpomínek, a má mu ukázat, jak to všechno bylo doopravdy. Dále viděli výjev zničení Alexandrie a Garland zde potvrdil, že věděl, že ho chtěl Kudža zničit za využití Alexandra, proto musel zasáhnout. Zidan později zjistil, že je schopen vidět vzpomínky cizích, např. Dagger nastupující na člun se svou matkou za bouřky těsně před zničením Madain Sari. Garland se bál eidolonů a musel jednat, než se stanou vážným problémem, proto to tehdy udělal. To, co viděl, bylo z jeho vlastní paměti a ne z paměti Dagger. Také vysvětlil, že před staletími byl vyvolán natolik mocný eidolon (Alexandr), že se ho báli natolik, že ho zapečetili v Alexandrijském hradu a drahokam vyvolání rozčtvrtili a uschovali v Alexandrii, Cleyře, Lindblumu a v Madain Sari.
Dále skupina zahlédla výjev srážky dvou planet. Garland ukázal, že přesně tohle se stalo před 5 tisíci lety. Terra potřebovala do sebe absorbovat mladou planetu, aby mohla žít dál, jenže na Gaie už život existoval a neměli na vybranou. Hledat jinou vhodnou neobydlenou planetu k asimilaci už nemohli, nestihli by to. Fúze světů však měla pro Terrany velmi tragické následky, neboť již byla i tak příliš stará, aby byla schopná proces dokončit. Všichni Terrani tedy zemřeli a celá Terra se ocitla v podzemí Gaiy. Garland tedy vytvořil strom Iifa, aby z jádra Terry absorboval duše zemřelých do Pandemonia. V další síni plné vody si Zidan s Vivim a Freyou uvědomili, že Gaia bývala kdysi čistě oceánskou planetou, na což si ale nemohli pamatovat. Usoudili, že když půjdou dál, dostanou se k původnímu zdroji veškeré existence.
Přesunuli se do prostoru, kde zahlédli záznam zrození Gaiy. V téže době dosáhla Terra vrcholu existence, ale bláhově se domnívala, že je nemůže nic zničit, takže po vyplundrování všech přírodních a duchovních zdrojů nastal rychlý úpadek. Zoufalí Terrani před svým vyhynutím stvořili Garlanda, aby se postaral o budoucnost. V další místnosti už ale Zidan narazil na prázdnotu. Garland ho přiměl, aby šel dál, do vesmírné prázdnoty směrem ke společným vědomostem všech. Vysvětlil mu, že je veškerý život mezi sebou propojen: každý živáček potřebuje rodiče a ti zase své rodiče a tak dále, až se člověk dostane k původnímu zdroji veškerého života. Totéž platí pro vzpomínky. Každý má dáno do vínku něco ze starých zkušeností předků a své vlastní pak předá dál. Vzpomínky a evoluce jdou proto ruku v ruce, nicméně většina živých forem si původní podstatu vzpomínek neuvědomuje. Je jím krystal. Garland poté zadal Zidanovi poslední úkol (a první, který kdy splní): musí se postarat o Kudžu a udělat vše pro ochranu krystalu, který je nyní v nebezpečí. Poté se jeho hlas rozplynul.

### Zúčtování
Ocitli se v další krystalické dimenzi, kde narazili na Kudžu, jenž byl překvapený, že se jim povedlo porazit zmary, jež stvořil z paměti původního krystalu. Vyhrožoval, že ho zničí a spolu s ním i Gaiu, celý vesmír i kolektivní vzpomínky všech bytostí. Pokud ho porazí, Gaia stejně zanikne, protože sjednocení obou světů bylo znovu zahájeno a strom Iifa spustí ničivou reakci, která rozmetá Gaiu i již zničenou Terru v prach, takže vyhraje tak jako tak. Zidan mu řekl, že jestli tak touží zemřít, tak ať do toho nezatahuje vše živé. Kudža se mu vysmál, na co by svět existoval bez něj, a napadl ho. Nejprve na Zidanovu partu poslal svého nejmocnějšího draka Deathguise, potom se do boje pustil sám. Kudža však prohrál, tak se rozhodl vzít Zidana a jeho přátele s sebou a prostřednictvím transu na ně seslal opět Ultimu.
Kouzlo však pouze Kudžu vyhodilo portálem pryč z Memorie a Zidanovu družinu přesunulo do podsvětí. Když se probrali, zajímal se o osud krystalu, který měl naposledy Kudža u sebe. Zde promluvila neznámá bytost, ale pouze o smrti, strachu a temnotě a o jediném léku, totálnímu zničení. Kudža se stal obětí vlastního strachu ze smrti a v šílenství se domníval, že se zachrání zničením krystalu. V jeho očích tudíž Kudža v praxi dokázal teorii, že vše žije jen, aby zemřelo, pro nic jiného. A nyní nastal čas ukončit existenci celého vesmíru a vrátit ho do bodu nula, kde neexistovala žádná hvězda, žádná planeta, ani žádný životodárný krystal. Zidan tomu všemu sice nerozuměl, ale zakřičel, že nikdo nic ukončovat nebude, dokud bude existovat vůle žít.
Ta záhadná bytost se snažila ještě zlákat Zidana na svou stranu a poukázala na jeho vlastní strach, který ho nevyhnutelně dožene, ale Zidan si tento strach vnutit nenechal. Přestože byl vyčerpaný, bojoval, aby si to budoucí generace přes kolektivní paměť navždy pamatovaly. A také to, že i když se možná zrodil jen, aby zemřel, smrti se nebojí. Bytost se zjevila jako obří démon jménem Nekron, ztělesnění temnoty a nicoty. Skupina velmi dlouho bojovala na pokraji totálního vyčerpání ve zdánlivě nekonečné bitvě. Když se vše zdálo být ztraceno, k Nekronovu nepříjemnému překvapení byla skupina teleportována pryč a nějakou neznámou silou byl zničen a zapuzen z dimenze živých. Vstup do Memorie u stromu Iifa se mohutnou explozí Nekrona zhroutil a Zidanova družina byla teleportována k jeho kořenům.
Zidan prohlásil, že měl Kudža pravdu a svět nyní bude zničen reakcí stromu Iifa. Mezitím Rudé Růže, Hilda Garde 3 a ostatní lodě bůhvíjak dlouho hlídkovaly, když tu Mikoto ucítila Zidanovu přítomnost u kořenů obřího stromu. Generál Beatrix proto nechala poslat vzkaz na Hildu Garde 3, aby je vyzvedli, protože jsou nejblíže. Na palubu nastoupili všichni kromě Zidana, který ještě chtěl něco dodělat. Věděl, že je z Memorie vysvobodil Kudža, který byl zakleslý ve stromu Iifa a umíral. A také věděl, že na jeho místě by konal nejspíš stejně. Se všemi se rozloučil a Dagger ho objala s tím, ať se brzy vrátí. Pak už regent Cid zavelel k odletu.
Zidan se spustil po zdivočelých kořenech stromu Iifa až na samotné dno, kde našel svého "bratra" Kudžu. Dal mu rozhřešení a vyzval ho, aby místo opustili. Kudža odmítl s tím, že si po všem, co provedl, žít nezaslouží. Po své porážce si uvědomil, že už nemá nic, co by ztratil, tak si uvědomil poprvé význam života jako takového, pozdě, ale přece. Pak Kudža omdlel a pravděpodobně zemřel. Následně se vnitřek stromu Iifa zhroutil a zdivočelé kořeny zasáhly Kudžu i Zidana. Tato reakce měla celou Gaiu zničit, ale po týdnu se uklidnila, je možné, že ji Kudža nějakým způsobem ještě před svou smrtí zastavil. Každopádně se po nějaké době prošla po kořenech stromu Iifa Mikoto a řekla nad Kudžovým hrobem, že dělal strašné věci, ale dodal genomům naději na vlastní život, protože se vzepřel tomu, k čemu byli všichni původně určeni.
Po nějaké době došlo k obnově všech zničených království kromě Cleyry a v Alexandrii slavila své narozeniny královna Garnet, při nichž měl po dlouhé době odehrát Tantalus, tentokrát bez únosů nebo loupeží, drama Chci být tvým kanárkem. Garnet sama sobě přísahala, že se již nebude rmoutit pro smrt matky, macechy i Zidana, jak ji to on sám učil. Co se stalo s jednotlivými hrdiny, vyprávěl ve formě recitovaných pamětí Vivi, který po bitvě o Iifu také zemřel jako ostatní černí mágové. Zanechal však po sobě šest synů (nových černých mágů), které v Dali pravděpodobně stvořil ze zbývající mlhy, a naučil je vše, co znal a co se naučil od Zidana. Ti také byli přítomni na představení. Quina byla viděna v alexandrijské královské kuchyni a Freya se znovu dala dohromady se sirem Fratleyem, přestože svou amnézii nikdy nevyléčil. Amarant se nadále potuloval po světě jako námezdní lovec, ovšem některé Zidanovy zásady přijal za své, a opět se dal dohromady s lovkyní odměn Lani. Eiko zůstala v Lindblumu jako adoptivní dcera Lady Hildy a regenta Cida. Steiner byl povýšen a s Beatrix chránili královnu společně. Hlavní roli v hrál muž v kápi, který se v polovině představení při monologu přede všemi odmaskoval a nebyl to nikdo jiný než Zidan. Garnet okamžitě z královské lože vyrazila přes dav lidí na pódium a vrhla se mu do náruče. Pak se ho zeptala, jak vůbec přežil. Na to neodpověděl nijak konkrétně, jen že prostě měl vůli a důvod žít. Za potlesku celého obecenstva příběh skončil jejich políbením.

## Česká lokalizace
V roce 2009 bylo Final Fantasy IX přeloženo do češtiny skupinou RK-Translations.